# Drumlin
Drumlin er en bakke, der er blevet formet af dødis, der ikke kunne få morænejorden slæbt helt med sig. Det former aflange bakkedrag, og ligger i samme retning som isens bevægelsesstand.
Under gletsjeren dannes bundmoræne. Hvor isens underlag har været fladt, kan bundmorænen blive formet som langstrakte parallelle rygge. 